# El leñador (película de 2018)
Braven, titulada El leñador en España, es una película de thriller canadiense de 2018, dirigida por Lin Oeding y escrita por Mike Nilon y Thomas Pa'un Sibbett. Las estrellas de película son el actor Jason Momoa como Joe Braven, junto con Garret Dillahunt, Stephen Lang, Jill Wagner, y Brendan Fletcher. La grabación de la película se inició en 2015 en Newfoundland, Canadá.
La película fue estrenada el 2 de febrero de 2018.

## Sinopsis
El propietario de la empresa maderera y el hombre de familia Joe Braven (Jason Momoa), vive con su esposa Stephanie (Jill Wagner) y su hija Charlotte (Sasha Rossof). El padre de Braven, Linden (Stephen Lang), quien sufre un traumatismo cerebral debido a una lesión en la cabeza, se mete en una pelea en el bar después de confundir a una mujer con su esposa, lo que requiere que Joe acuda en su ayuda y resulta en la hospitalización de Linden. Según la sugerencia de Stephanie, Joe y Linden deciden pasar un tiempo juntos en la aislada cabaña de montaña de la familia sin darse cuenta de que Charlotte se estaba escondiendo en la parte trasera del vehículo para poder seguir adelante.
Mientras transporta troncos por camión, Hallett (Zahn McClarnon), un traficante de drogas, le pide a un compañero de trabajo de Joe, un conductor llamado Weston (Brendan Fletcher), que reclute a otros conductores para las actividades criminales de Hallett, pero Weston se niega. Durante el intercambio, Weston pierde el control de su camión, causando un choque que desplaza todos los troncos y la cocaína del vehículo. Después de que deciden ir a la cabaña de la montaña de Joe para almacenar la cocaína allí, Weston y Hallett son recogidos por un patrullero de la policía. Hallett transmite la noticia del accidente a su empleador, el narcotraficante Kassen (Garret Dillahunt).

## Reparto
- Jason Momoa es Joe Braven.
- Garret Dillahunt es Kassen.
- Zahn McClarnon es Hallett.
- Stephen Lang es Linden Braven, el padre de Joe.
- Jill Wagner es Stephanie Braven, esposa de Joe.
- Brendan Fletcher es Weston.
- Sasha Rossof es Charlotte Braven, la hija de Joe.
- Sala Baker es Gentry.
- Teach Grant es Essington.
- Fraiser Aitcheson es Clay.
- Steve O'Connell es Sheriff Cal.
- Tye Alexander es Deputy Glen Harris.